# Attention (песня Doja Cat)
«Attention» (с англ. — «Внимание») — песня американской рэперши Doja Cat, изданная 16 июня 2023 года звукозаписывающим лейблами Kemosabe и RCA Records в качестве промосингла четвёртого студийного альбома Scarlet. «Attention» — это песня в стиле хип-хоп 1990-х годов с ритмом boom bap, в которой певица обращается к многочисленным критическим замечаниям и спорам вокруг неё, включая изменения во внешности, её присутствие в социальных сетях и сравнения с Ники Минаж. До выхода трека Дожа Кэт критиковала свои предыдущие альбомы Hot Pink (2019) и Planet Her (2021) как «посредственный поп», а в интервью заявляла, что в дальнейшем её творчество будет больше ориентировано на хип-хоп. Песня «Attention» была написана Doja Cat совместно с её продюсерами Рогетом Чахаедом и Y2K и выпущена вместе с клипом, снятым Тану Муино. Песня дебютировала в топ-40 чартов в Австралии и Великобритании, а клип получил три номинации на MTV Video Music Awards 2023.

## История
Второй и третий студийные альбомы Doja Cat, поп-ориентированные Hot Pink и Planet Her, были выпущены в 2019 и 2021 годах соответственно. Оба альбома получили успех у критиков и фанатов и заняли первые места в топ-10 рейтинга Billboard 200. Позже, в апреле 2023 года, Дожа Кэт написала в Твиттере, что большинство её рэп-стихов «средние и банальные» и что она больше не будет заниматься поп-музыкой, а в мае 2023 года она написала, что оба вышеупомянутых альбома — это «cash-grabs» («загребание денег») и «посредственный поп». В августе 2022 года она побрила голову и брови во время Instagram Live, что вызвало критику со стороны поклонников, многие из которых считали, что она переживает кризис психического здоровья и выглядит «не трахаемой». В конце того же месяца она ответила на критику в твите, написав фанатам, которые хотели, чтобы она «выглядела трахабельной»: «Идите нахер» . В интервью Variety Дожа Кэт заявила, что её четвертый студийный альбом будет больше ориентирован на хип-хоп и будет иметь «более мужское направление».

## Композиция
«Attention» — среднетемповая хип-хоп композиция, созданная под влиянием хип-хопа 1990-х годов и джаза, отличающаяся от ранее ориентированных на поп-музыку композиций Doja Cat. Песня начинается со звуков арфы и призыва гагары, а затем переходит в «мечтательный» припев, исполняемый Дожа Кэт под брейкбит с текстом, якобы описывающим её вагину как послушное домашнее животное: «Детка, если тебе это нравится, просто протяни руку и погладь её. / Она не кусается, не агрессивна/
Покажу тебе, как к ней прикасаться, держать её как драгоценность. / Ей не нужна ваша любовь, ей нужно только внимание» («Baby, if you like it, just reach out and pet it/This one doesn’t bite, it doesn’t get aggressive/Show you how to touch it, hold it like it’s precious/It don’t need your loving, it just needs attention»).

## Отзывы
Хэтти Линдерт из The A.V. Club оценила исполнение Doja Cat в песне как «спокойное, уверенное и свежее» и назвала первый куплет «Attention» «одним из самых сильных куплетов Дожа Кэт». Линдерт также отметила «таланты Дожа Кэт в микрофоне», написав, что в «Attention» она «читала рэп более умело, чем когда-либо», и то, что она чувствует себя комфортно, «отдаляясь от поп-звезды», говорит о том, что изменение её музыкального стиля «может быть полезным для музыки». Томас Галиндо из журнала American Songwriter назвал куплеты песни «мощными» и «впечатляющими».

## Музыкальное видео
Музыкальное видео для «Attention» было снято режиссёром Таней Муиньо и вышло 4 августа 2023 на YouTube. Он начинается с того, что Doja Cat въезжает в толпу обезумевших фанатов и папарацци, лица которых искажаются при вспышках ламп. Затем она начинает идти по оживленной улице ночного Лос-Анджелеса в белой футболке, кожаном пыльнике, расклешенных джинсах с низкой посадкой и семи цепочках на шее, избегая воинственно настроенных прохожих и уличных торговцев, а позже проходит мимо пешеходов в искалеченных масках телесного цвета. В нескольких коротких сценах клипа Doja Cat появляется обнаженной и в крови, а в других сценах танцует обнаженной в калейдоскопическом объективе.

## Награды и номинации
| Организация            | Год  | Категория          | Результат | Ссылка |
| ---------------------- | ---- | ------------------ | --------- | ------ |
| MTV Video Music Awards | 2023 | Video of the Year  | Номинация | [ 13 ] |
| MTV Video Music Awards | 2023 | Best Direction     | Номинация | [ 13 ] |
| MTV Video Music Awards | 2023 | Best Art Direction | Победа    | [ 13 ] |

## Чарты
| Чарт (2023)                           | Высшая позиция |
| ------------------------------------- | -------------- |
| Австралия (ARIA)                      | 30             |
| Австралия (Hip Hop/R&B, ARIA)         | 10             |
| Канада (Billboard Canadian Hot 100)   | 29             |
| Мир (Billboard Global 200)            | 28             |
| Ирландия (IRMA)                       | 27             |
| Нидерланды (Single Tip)               | 10             |
| Новая Зеландия (Recorded Music NZ)    | 16             |
| Великобритания (UK Singles Chart)     | 37             |
| Великобритания (UK R&B Chart)         | 12             |
| США (Billboard Hot 100)               | 31             |
| США (Billboard Hot R&B/Hip-Hop Songs) | 11             |
| США (Billboard Mainstream Top 40)     | 39             |
| США (Billboard Rhythmic)              | 25             |

## История выхода
| Регион | Дата         | Формат                 | Лейбл            | Ссылка |
| ------ | ------------ | ---------------------- | ---------------- | ------ |
| США    | 16 июня 2023 | Contemporary hit radio | Republic Mercury |        |